# Michael Fors Olson
Michael Fors Olson (Park Ridge, Illinois, 29 de junho de 1966) é um ministro americano e bispo católico romano de Fort Worth.
Olson recebeu o Sacramento da Ordem Sagrada em 3 de junho de 1994. Em 2011 ele recebeu seu doutorado em teologia moral pela Accademia Alfonsiana em Roma.
Em 19 de novembro de 2013, o Papa Francisco o nomeou Bispo de Fort Worth. O Arcebispo de San Antonio, Gustavo García-Siller MSpS, concedeu sua consagração episcopal em 29 de janeiro de 2014. Os co-consagradores foram o Bispo de Orange, na Califórnia, Kevin William Vann, e o Arcebispo Emérito de Galveston-Houston, Joseph Anthony Fiorenza.